# Okienko aortalno-płucne

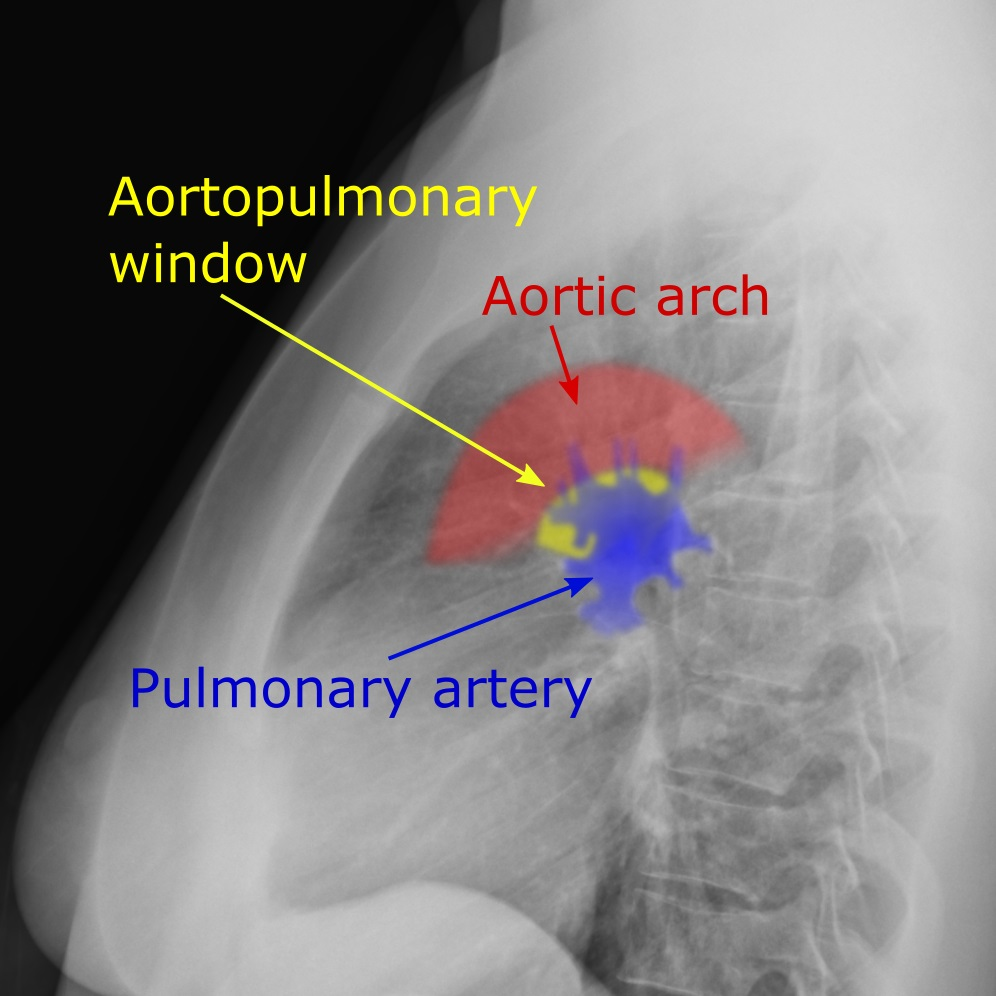
Angiograficzne przedstawienie okienka aortalno-płucnego – ujęcie boczne

Okienko aortalno-płucne (ang. aortopulmonary window (APW)) – rzadka wada wrodzona serca, współistniejąca z innymi wadami serca albo izolowana, polegająca na nieprawidłowej komunikacji pomiędzy aortą wstępującą a pniem płucnym, powyżej prawidłowo wykształconych zastawek. W 50% współistnieje z innymi wadami.
Większość chorych z dużym okienkiem aortalo-płucnym umiera w 1. r.ż. Rzadki przypadek skutecznego leczenia chirurgicznego przypadkowo wykrytego dużego APW z odwracalnym tętniczym nadciśnieniem płucnym został opisany jako pojedynczy przypadek.

## Objawy
Objawy są zależne od rozmiaru okienka. Przy małym przecieku lewo-prawym przebieg może być bezobjawowy. APW  charakteryzuje się szmerem skurczowo-rozkurczowym, chybkim tętnem oraz dużą różnicą skurczowo-rozkurczowego ciśnienia tętniczego. Niewydolność krążenia rozwija się już w okresie noworodkowym, a jeżeli dziecko przeżyje, w późniejszym okresie może dojść do rozwoju nieodwracalnego nadciśnienia płucnego.

## Leczenie
Leczenie operacyjne należy podjąć w momencie ustalenia rozpoznania przed wytworzeniem się nieodwracalnego nadciśnienia płucnego. Okienko o małych rozmiarach można podwiązać w ten sam sposób, jak przetrwały przewód tętniczy. W pozostałych przypadkach okienko zamyka się za pomocą łaty ze sztucznego tworzywa.

## Powikłania
W trakcie zabiegu zamknięcia okienka aortalno-płucnego łatą z tworzywa sztucznego może dojść do uszkodzenia naczyń wieńcowych i/lub zastawki aorty. Wyniki odległe są bardzo dobre, a śmiertelność okołooperacyjna znikoma, jeśli leczenie operacyjne zostało podjęte przed wytworzeniem się nieodwracalnego nadciśnienia płucnego.